# Gizaucourt
Gizaucourt é uma comuna francesa na região administrativa do Grande Leste, no departamento de Marne. Estende-se por uma área de 7.79 km², e possui 116 habitantes, segundo o censo de 2018, com uma densidade de 15 hab/km².